# Rolex Sports Car Series 2011
Die Rolex Sports Car Series 2011 begann mit dem 24-Stunden-Rennen von Daytona am 29./30. Januar 2011 und endete am 17. September 2011 in Ohio.

## Ergebnisse

### Rennkalender
Gesamtsieger sind fett hervorgehoben.
| Nr. | Datum          | Rennname / Rennstrecke                                                     | Klasse | Team                  | Sieger                                                                   | Fahrzeug              |
| --- | -------------- | -------------------------------------------------------------------------- | ------ | --------------------- | ------------------------------------------------------------------------ | --------------------- |
| 1   | 29.–30. Januar | 24-Stunden-Rennen von Daytona Daytona International Speedway               | DP     | Chip Ganassi Racing   | Scott Pruett Memo Rojas Joey Hand Graham Rahal                           | Riley Mk XX           |
| 1   | 29.–30. Januar | 24-Stunden-Rennen von Daytona Daytona International Speedway               | GT     | The Racer’s Group     | Andy Lally Wolf Henzler Steven Bertheau Brendan Gaughan Spencer Pumpelly | Porsche 997 GT3 Cup   |
|     |                |                                                                            |        |                       |                                                                          |                       |
| 2   | 5. März        | Großer Preis von Miami Homestead-Miami Speedway                            | DP     | Chip Ganassi Racing   | Scott Pruett Memo Rojas                                                  | Riley Mk XX           |
| 2   | 5. März        | Großer Preis von Miami Homestead-Miami Speedway                            | GT     | Turner Motorsport     | Bill Auberlen Paul Dalla Lana                                            | BMW M3                |
|     |                |                                                                            |        |                       |                                                                          |                       |
| 3   | 9. April       | 2,75-Stunden-Rennen von Barber Barber Motorsports Park                     | DP     | Chip Ganassi Racing   | Scott Pruett Memo Rojas                                                  | Riley Mk XX           |
| 3   | 9. April       | 2,75-Stunden-Rennen von Barber Barber Motorsports Park                     | GT     | Turner Motorsport     | Bill Auberlen Paul Dalla Lana                                            | BMW M3                |
|     |                |                                                                            |        |                       |                                                                          |                       |
| 4   | 14. Mai        | 2,75-Stunden-Rennen von Virginia Virginia International Raceway            | DP     | Action Express Racing | João Barbosa J. C. France Terry Borcheller                               | Riley Mk XX           |
| 4   | 14. Mai        | 2,75-Stunden-Rennen von Virginia Virginia International Raceway            | GT     | Autohaus Motorsports  | Bill Lester Jordan Taylor                                                | Chevrolet Camaro GT.R |
|     |                |                                                                            |        |                       |                                                                          |                       |
| 5   | 30. Mai        | 2,75-Stunden-Rennen von Lime Rock Lime Rock Park                           | DP     | Wayne Taylor Racing   | Max Angelelli Ricky Taylor                                               | Dallara DP-01         |
| 5   | 30. Mai        | 2,75-Stunden-Rennen von Lime Rock Lime Rock Park                           | GT     | Stevenson Motorsports | Jan Magnussen Robin Liddell                                              | Chevrolet Camaro GT.R |
|     |                |                                                                            |        |                       |                                                                          |                       |
| 6   | 4. Juni        | 6-Stunden-Rennen von Watkins Glen Watkins Glen International               | DP     | Wayne Taylor Racing   | Max Angelelli Ricky Taylor                                               | Dallara DP-01         |
| 6   | 4. Juni        | 6-Stunden-Rennen von Watkins Glen Watkins Glen International               | GT     | Brumos Racing         | Andrew Lewis Leh Keen                                                    | Porsche 997 GT3 Cup   |
|     |                |                                                                            |        |                       |                                                                          |                       |
| 7   | 25. Juni       | 2-Stunden-Rennen von Road America Road America                             | DP     | Chip Ganassi Racing   | Scott Pruett Memo Rojas                                                  | Riley Mk XX           |
| 7   | 25. Juni       | 2-Stunden-Rennen von Road America Road America                             | GT     | Marsh Racing          | Eric Curran John Heinricy                                                | Chevrolet Corvette    |
|     |                |                                                                            |        |                       |                                                                          |                       |
| 8   | 9. Juli        | 2,75-Stunden-Rennen von Laguna Seca Laguna Seca Raceway                    | DP     | Bob Stallings Racing  | Jon Fogarty Alex Gurney                                                  | Riley Mk XX           |
| 8   | 9. Juli        | 2,75-Stunden-Rennen von Laguna Seca Laguna Seca Raceway                    | GT     | Brumos Racing         | Andrew Lewis Leh Keen                                                    | Porsche 997 GT3 Cup   |
|     |                |                                                                            |        |                       |                                                                          |                       |
| 9   | 24. Juli       | 2,75-Stunden-Rennen von New Jersey New Jersey Motorsports Park             | DP     | Chip Ganassi Racing   | Scott Pruett Memo Rojas                                                  | Riley Mk XX           |
| 9   | 24. Juli       | 2,75-Stunden-Rennen von New Jersey New Jersey Motorsports Park             | GT     | Speedsource           | Jonathan Bomarito Sylvain Tremblay                                       | Mazda RX-8            |
|     |                |                                                                            |        |                       |                                                                          |                       |
| 10  | 13. August     | 2-Stunden-Rennen von Watkins Glen Watkins Glen International (kurzer Kurs) | DP     | Wayne Taylor Racing   | Max Angelelli Ricky Taylor                                               | Dallara DP-01         |
| 10  | 13. August     | 2-Stunden-Rennen von Watkins Glen Watkins Glen International (kurzer Kurs) | GT     | The Racer’s Group     | Steven Bertheau Spencer Pumpelly                                         | Porsche 997 GT3 Cup   |
|     |                |                                                                            |        |                       |                                                                          |                       |
| 11  | 30. August     | 2-Stunden-Rennen von Montreal Circuit Gilles Villeneuve                    | DP     | Bob Stallings Racing  | Jon Fogarty Alex Gurney                                                  | Riley Mk XX           |
| 11  | 30. August     | 2-Stunden-Rennen von Montreal Circuit Gilles Villeneuve                    | GT     | Stevenson Motorsports | Ronnie Bremer Robin Liddell                                              | Chevrolet Camaro GT.R |
|     |                |                                                                            |        |                       |                                                                          |                       |
| 12  | 17. September  | 2,75-Stunden-Rennen von Mid-Ohio Mid-Ohio Sports Car Course                | DP     | Starworks Motorsport  | Ryan Dalziel Enzo Potolicchio                                            | Riley Mk XX           |
| 12  | 17. September  | 2,75-Stunden-Rennen von Mid-Ohio Mid-Ohio Sports Car Course                | GT     | Stevenson Motorsports | Ronnie Bremer Robin Liddell                                              | Chevrolet Camaro GT.R |

### Gesamtsieger
| Klasse             | Fahrer                  | Team                | Hersteller         | Hersteller |
| Klasse             | Fahrer                  | Team                | Chassis            | Motor      |
| ------------------ | ----------------------- | ------------------- | ------------------ | ---------- |
| Daytona Prototypes | Scott Pruett Memo Rojas | Chip Ganassi Racing | Riley Technologies | BMW        |
| Grand Touring      | Andrew Lewis Leh Keen   | Brumos Motorsport   | Chevrolet          | Chevrolet  |